# Van Asch van Wijckbrug

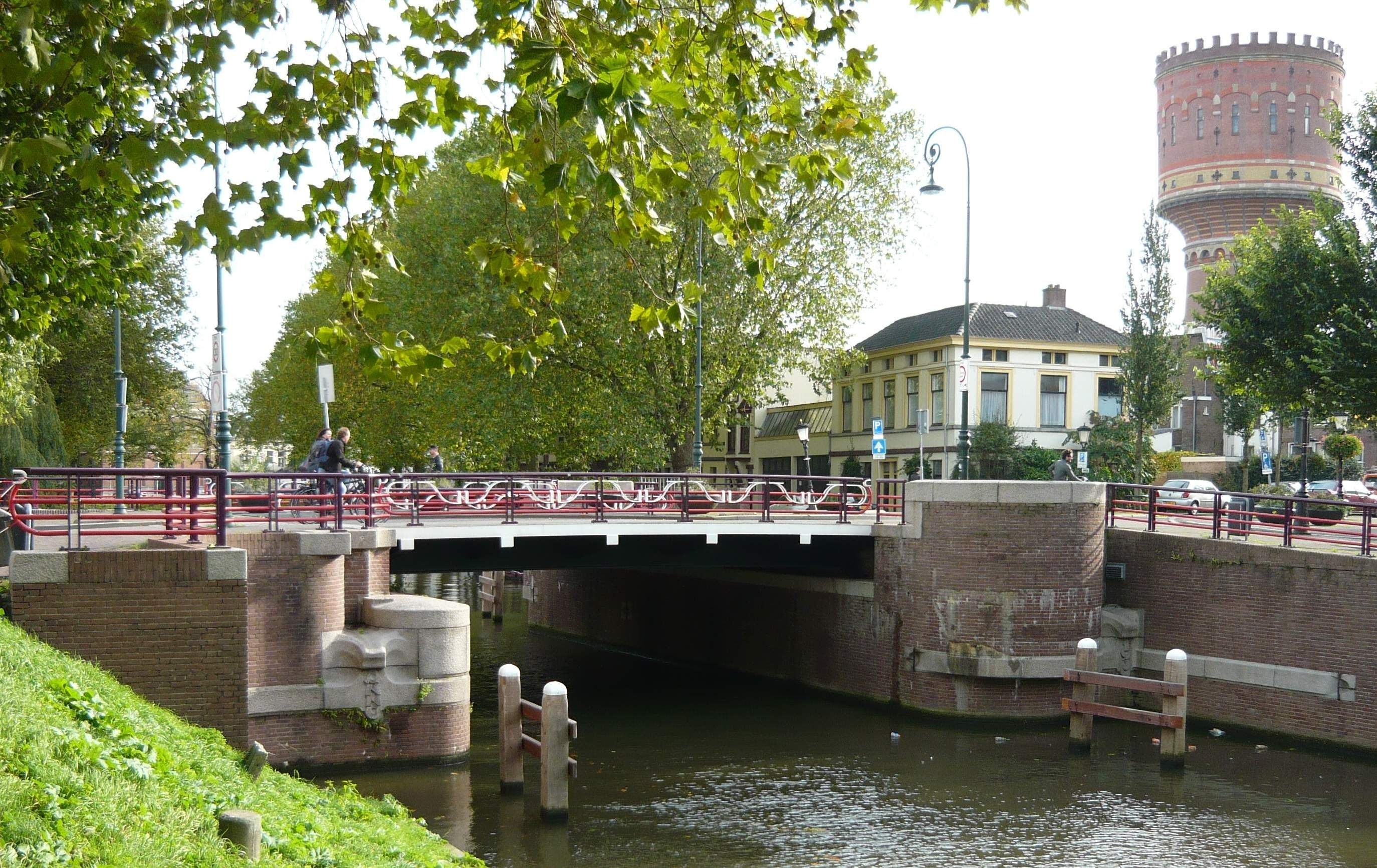

De Van Asch van Wijckbrug is een beweegbare brug in de Nederlandse stad Utrecht.
Ze ligt in het noorden van het stadscentrum en vormt een directe verbinding tussen de Van Asch van Wijckskade en de Hopakker. De waterweg die de brug overspant is de Stadsbuitengracht. Deze voormalige verdedigingsgracht rond de stad was vanuit de middeleeuwen tot in de 19e eeuw zeer beperkt over land over te steken via een klein aantal stadspoorten. Met de sloop van de oude stadsverdediging rond 1850 verrezen de eerste nieuwe brugverbindingen naar de ontspruitende buitenwijken in de sterk uitdijende stad. De Van Asch van Wijckskade aan de zuidzijde van de brug dateert uit deze periode van grootschalige sloop en herinrichting.
De Van Asch van Wijckbrug is rond 1939 aangelegd en werd geopend in 1940. Het betreft een basculebrug. De draagconstructie van het brugdek is van ijzer. De landhoofden zijn uitgevoerd in baksteen en graniet. In het noordelijke landhoofd bevindt zich ondergronds een waterverbinding tussen de Stadsbuitengracht en de Oosterstroom. Deel uitmakend van de brug zijn verder onder meer een steiger en een urinoir. Oorspronkelijk bevonden zich ook slagbomen op de Van Asch van Wijckbrug.